# IC 4909
IC 4909 је спирална галаксија у сазвјежђу Телескоп која се налази на листи објеката дубоког неба у Индекс каталогу.
Деклинација објекта је - 50° 3' 19" а ректасцензија 19h 56m 45,4s. Привидна величина (магнитуда) објекта IC 4909 износи 13,8 а фотографска магнитуда 14,6. IC 4909 је још познат и под ознакама ESO 233-8, FAIR 875, PGC 63848.